# Ginchy
Ginchy è un comune francese di 70 abitanti situato nel dipartimento della Somme nella regione dell'Alta Francia.

## Storia
Il 9 settembre 1916 Ginchy fu teatro dell'omonimo scontro che vide impegnate truppe irlandesi contro la guarnigione tedesca di stanza nel villaggio. Lo scontro vide la vittoria degli Irlandesi e fece parte della battaglia della Somme.

### Simboli
Lo stemma è stato adottato all'inizio del 2023.

## Società

### Evoluzione demografica
Abitanti censiti